# Горновка (Речицкий район)
Горно́вка (бел. Гарно́ўка) — деревня в Глыбовском сельсовете Речицкого района Гомельской области Беларуси.

## География

### Расположение
В 17 км на северо-запад от районного центра и железнодорожной станции Речица (на линии Гомель — Калинковичи), 67 км от Гомеля.

## Транспортная сеть
Транспортные связи по просёлочной, затем автомобильной дороге Светлогорск — Речица. Планировка состоит из прямолинейной улицы, ориентированной с юго-запада на северо-восток. Застройка деревянная усадебного типа.

## История
По письменным источникам известна с начала XIX века как селение в Горвальской волости Речицкого уезда Минской губернии. В 1850 году в составе одноимённого поместья, владелец которого помещик Житников в 1876 году владел 419 десятинами земли. В 1879 году обозначена в Речицком церковном приходе. Согласно переписи 1897 года действовали школа грамоты, хлебозапасный магазин.
В 1930 году 345 га земли. В 1930 году организован колхоз имени В. М. Молотова, работала кузница. 
Во время Великой Отечественной войны с августа 1941 года действовала подпольная патриотическая группа, костяк которой составляла семья Рациборских. В деревне и окружающих лесах базировались Гомельский подпольный обком КП(б)Б, Речицкий подпольный райком КП(б)Б, Речицкая партизанская бригада имени К. Я. Ворошилова. В июле 1943 года оккупанты полностью сожгли деревню и убили 5 жителей. 36 жителей погибли на фронте. В 1943 году около Горновки погиб юный партизан Н. Яроцкий.
Согласно переписи 1959 года в составе совхоза «Подлесье» (центр — деревня Милоград).

## Население

### Численность
- 2004 год — 18 хозяйств, 25 жителей.

### Динамика
- 1850 год — 17 дворов.
- 1897 год — 19 дворов 116 жителей (согласно переписи).
- 1908 год — 22 двора, 151 житель.
- 1930 год — 51 двор, 296 жителей.
- 1940 год — 55 дворов.
- 1959 год — 193 жителя (согласно переписи).
- 2004 год — 18 хозяйств, 25 жителей.

## Культура
- Деревня включена в состав маршрута памяти «По дорогам Великой Отечественной войны на территории Глыбовского сельсовета» (2024). Перед въездом в агрогородок Глыбов размещен стенд с маршрутом и обозначениями, где и в каких населённых пунктах имеются памятник, обелиск, братская могила или воинское захоронение.

## Достопримечательность
- Братские могилы
- Воинские захоронения
- Воинский мемориал
- Памятники